# FC du Grand-Saconnex
Der FC du Grand-Saconnex (FCGS) ist ein Schweizer Fussballclub aus Le Grand-Saconnex bei Genf. Er spielt seit der Saison 2024/25 in der drittklassigen Promotion League. Er ist Mitglied des Schweizerischen Fussballverbandes (SFV) und der Association cantonale genevoise de football (ACGF).

## Mannschaften
Der FCGS unterhält neben der 1. eine 2. Mannschaft, die in der 3. Liga spielt (Stand Oktober 2024), sowie eine Seniorenmannschaft +40 und eine Frauenmannschaft, die in der 4. Liga spielt. Dazu kommen die Youth-League-Mannschaft und 16 Juniorenmannschaften A–G.

## Geschichte
Der FCGS wurde am 13. März 1978 unter der Ägide von Gabriel «Gaby» Catillaz (1936–2020) gegründet, Jahre später Gemeindepräsident von Le Grand-Saconnex. Parallel zur Gründung des Vereins schrieb die Gemeinde den Bau des Sportzentrums du Blanché aus. In der Folge stieg die damals einzige Mannschaft der Aktiven zwei Jahre in Folge auf. 2022 stieg der Club zum ersten Mal in seiner Geschichte in die viertklassige 1. Liga auf.
In der Saison 2023/24 erreichte der Club als Erster der Gruppe 1 der 1. Liga Classic die Qualifikationsspiele gegen den Dritten der Gruppe 2 FC Rotkreuz und gewann diese mit dem Gesamtscore von 4:1, womit er den Final der Aufstiegsspiele erreichte. Dort gewann er gegen den FC Black Stars Basel mit dem Gesamtscore von 4:4 (5:3 n. P.) und stieg damit in die drittklassige Promotion League auf.